# Norbert Brückner
Norbert Brückner (* 8. Januar 1947) ist ein ehemaliger deutscher Fußballschiedsrichter.

## Leben
Brückner spielte als Jugendlicher Fußball beim TSV Eschollbrücken sowie anschließend beim SV Darmstadt 98. Später spielte er erneut in Eschollbrücken und dann bei Rot-Weiß Darmstadt. Wegen einer Knieverletzung zog er sich als Spieler zurück. Als Trainer war er ebenfalls bei Rot-Weiß Darmstadt tätig, brachte sich dort in die Jugendarbeit ein.
Ab dem Alter von 16 Jahren betätigte sich Brückner als Schiedsrichter. Er leitete zwischen 1980 und 1988 64 Spiele in der Fußball-Bundesliga und zwischen 1974 und 1992 142 Begegnungen in der 2. Fußball-Bundesliga. Als Linienrichter war er ebenfalls bei internationalen Spielen im Einsatz.
Brückner ergriff den Beruf des Lehrers für Englisch und Sport, als solcher unterrichtete er an der Friedrich-Ebert-Schule in Pfungstadt. Er betreute Fußball-Schulmannschaften, mit denen er im Bundeswettbewerb Jugend trainiert für Olympia antrat.